# Distretto di Güdül
Il distretto di Güdül (in turco Güdül ilçesi) è uno dei distretti della provincia di Ankara, in Turchia.